# Woiwodschaft Białystok (1975–1998)
Die Woiwodschaft Białystok (1975–1998) war eine Verwaltungseinheit in der Volksrepublik Polen und in der Dritten Polnischen Republik. Im Zuge einer Verwaltungsreform ging sie in der heutigen Woiwodschaft Podlachien auf. Ihre Hauptstadt war das namensgebende Białystok.
Bedeutende Städte waren (Einwohnerzahlen vom 30. Juni 2014):
- Białystok (295.401)
- Bielsk Podlaski (26.275)
- Hajnówka (21.472)